# Neurigona aestiva
Neurigona aestiva är en tvåvingeart som beskrevs av Van Duzee 1913. Neurigona aestiva ingår i släktet Neurigona och familjen styltflugor. Inga underarter finns listade i Catalogue of Life.